# Чернетчинская волость (Сумский уезд)
Чернетчинская волость — административно-территориальная единица Сумского уезда Харьковской губернии в составе Российской империи. Административный центр — слобода Большая Чернетчина.
В состав волости входило 870 дворов в 7-и поселениях 5-и общин.
В 1885 году в волости проживало 2293 человек мужского пола и 2436 — женского. Крупнейшие поселения волости по состоянию на 1914 год:
- село Большая Чернетчина — 4470 жителей;
- село Токари — 2075 жителей;
- село Малая Чернетчина — 1215 жителей.

Старшиной волости являлся Ефим Николаевич Обозной, волостным писарем был Павел Кириллович Бусменко, председателем волостного суда — Филипп Сифонович Закорко.